# 남수단 파운드

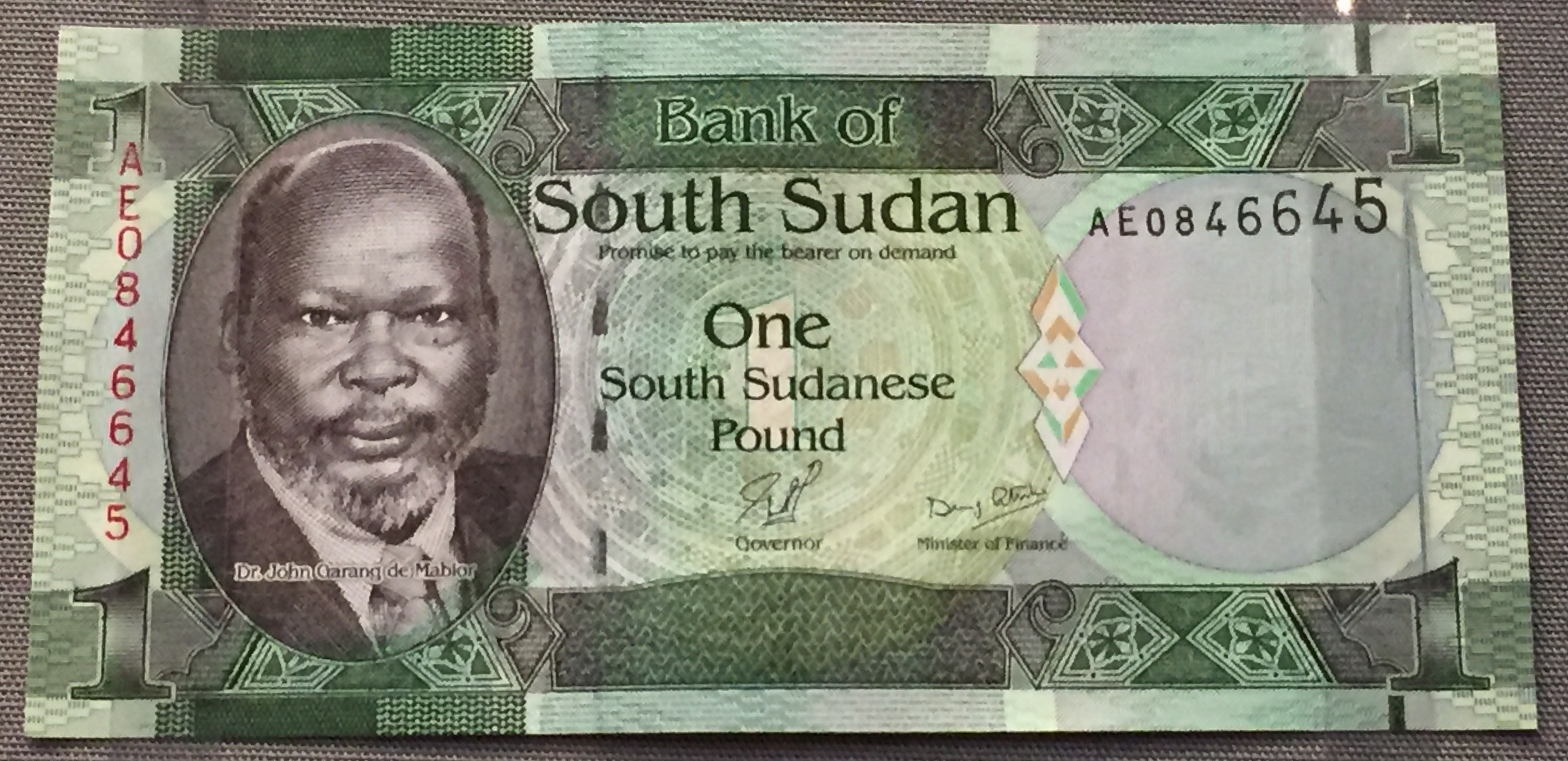

파운드(영어: pound)는 남수단의 통화로 1 파운드는 100 피아스터(piastre)로 나뉜다.
2011년 7월 9일 수단에서 독립한 남수단 의회는 파운드를 자국의 법적 통화로 결정했고 같은 해 7월 19일을 기해 공식적인 통용이 시작되었다. 1, 5, 25, 50 피아스터 동전과 1, 5, 10, 25, 50, 100 파운드 지폐가 통용된다.